# Lammörarna (Sottunga, Åland)
Lammörarna är öar i Åland (Finland). De ligger i Skärgårdshavet och i kommunen Sottunga i landskapet Åland, i den sydvästra delen av landet. Öarna ligger omkring 42 kilometer öster om Mariehamn och omkring 240 kilometer väster om Helsingfors.
Arean för den av öarna koordinaterna pekar på är 8,5 hektar och dess största längd är 480 meter i sydöst-nordvästlig riktning.